# Outlast
Outlast är ett svenskt hardcoreband från Linköping. Bandet har upplösts och återförenats flera gånger och det är i dagsläget oklart om det fortfarande är aktivt.

## Medlemmar
- Trummor: Goran Bartol
- Sång: Henrik Lindqvist
- Bas: Jon Lindqvist
- Gitarr: Kalle Blom

## Diskografi

### Album
- 1998 Positive Hardcore, Positive Youth (10", CD, utgiven på Bridge Records)

### EP
- 1995 Friendship (MCD, utgiven på Wounded Records)
- 1997 Trust (MCD, utgiven på Wounded Records)

### Singlar
- 1997 Outlast/Endstand (7" utgiven på Bridge Records)
- 1997 Hardcore (7", utgiven på Inside Front Records)
- 1998 Outlast/Section 8 (7", utgiven på Holy Fury Records)
- 1999 A Ramble in Passion (7", utgiven på Bridge Records)

### Samlingsalbum
- 1998 As Sure as I Live (LP, utgiven på Underestimated Records)
- 2012 This Is LKPG Not Umea (3-LP, utgiven på Monument Records)